# Bluff (Nueva Zelanda)
Bluff (Motupōhue en maorí) es una villa y puerto de la región de Southland, en la costa meridional de la isla Sur de Nueva Zelanda. Es la villa más meridional del país, y pese a que la isla Stewart se encuentra más al sur, se le suele denominar el punto más meridional de Nueva Zelanda (especialmente en frases como "desde el cabo Reinga a Bluff").
Bluff se encuentra situada en la punta de una península que forma la parte occidental del muelle de Bluff y la bahía Awarua, con el puerto situado en la relativamente estrecha entrada al canal. Por Bluff pasa la autopista estatal 1, que termina un kilómetro al sur de la localidad, en Stirling Point. En ese mismo lugar, se puede ver una señal mostrando las distancias a varias ciudades del mundo, incluyendo la distancia hasta el ecuador y hasta el polo sur. 

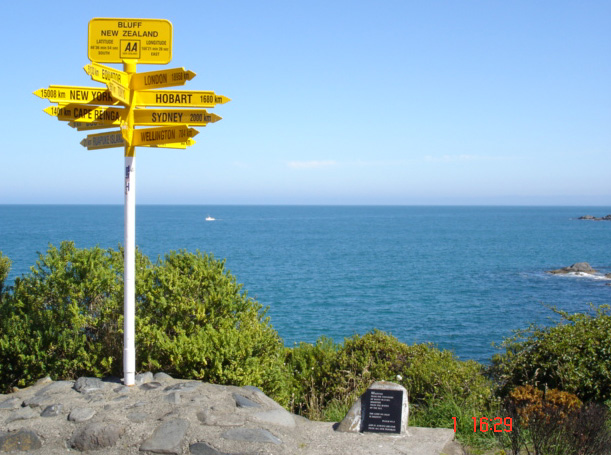
Señal en Stirling Point, Bluff.

Bluff está 30 km de carretera de Invercargill, siendo el final meridional del Ramal de Bluff, que continúa hasta Invercargill para unirse a la Main South Line. Esta fue una de las primeras vías férreas inauguradas en Nueva Zelanda, habiendo sido puesta en funcionamiento el 5 de febrero de 1867. 
Según el censo de 2001, la población total asciende a 1.935 habitantes, 150 menos que en el censo de 1996. 

Vista panorámica desde la cima de Bluff Hill, cerca de Invercargill.

- Datos: Q152028
- Multimedia: Bluff, New Zealand / Q152028